# Vestens Børn
|  | Denne artikel er oprettet af botten PalnaBot ud fra en ekstern database. Den kan derfor have sproglige fejl eller mangler. Denne skabelon kan fjernes efter kontrol af indholdet. |

Vestens Børn er en film fra 1917 instrueret af Alfred Kjerulf efter manuskript af Alfred Kjerulf.